# Bechir Mogaadi
Bechir Mogaadi (11 aprile 1978) è un ex calciatore tunisino, di ruolo centrocampista.